# 克丽丝廷·匡斯
克丽丝廷·匡斯（英語：Kristine Quance，1975年4月1日—），美国女子游泳运动员。她曾代表美国参加1996年夏季奥林匹克运动会游泳比赛，获得女子4×100米混合泳接力金牌。